# Haus Ickern
Haus Ickern war ein Adelssitz im Stadtteil Ickern von Castrop-Rauxel in Nordrhein-Westfalen.
Haus Ickern kam im 14. Jahrhundert in den Besitz der Familie von Düngelen. Zuvor besaß es die Familie von Ickern. Durch Heirat gelangte das Haus an die Grafen von Dortmund aus dem Hause Lindenhorst. Diese hatten ab 1420 ihren Wohnsitz dort. Robert Stael von Holstein ererbte das Haus von seiner Halbschwester Katharina von Lindenhorst († 1534). Wiederum durch Heirat ging Ickern an die Familie von Bodelschwingh. 
Nach weiteren Besitzwechseln kam das Haus 1810 an Ludwig von Vincke, der dort bis 1813 lebte. Sein Sohn Karl Gisbert Friedrich von Vincke wurde in Ickern geboren. 1893 erwarb Karl Graf von Bodelschwingh-Plettenberg Haus Ickern. 1911 wurde es an den Lothringer Hüttenverein verkauft. In der Nacht des 6. August 1944 wurde das aus dem 17. Jahrhundert stammende Gebäude durch den Volltreffer mit einer Sprengbombe völlig zerstört.